# Sowjetischer Ehrenfriedhof (Lübben)

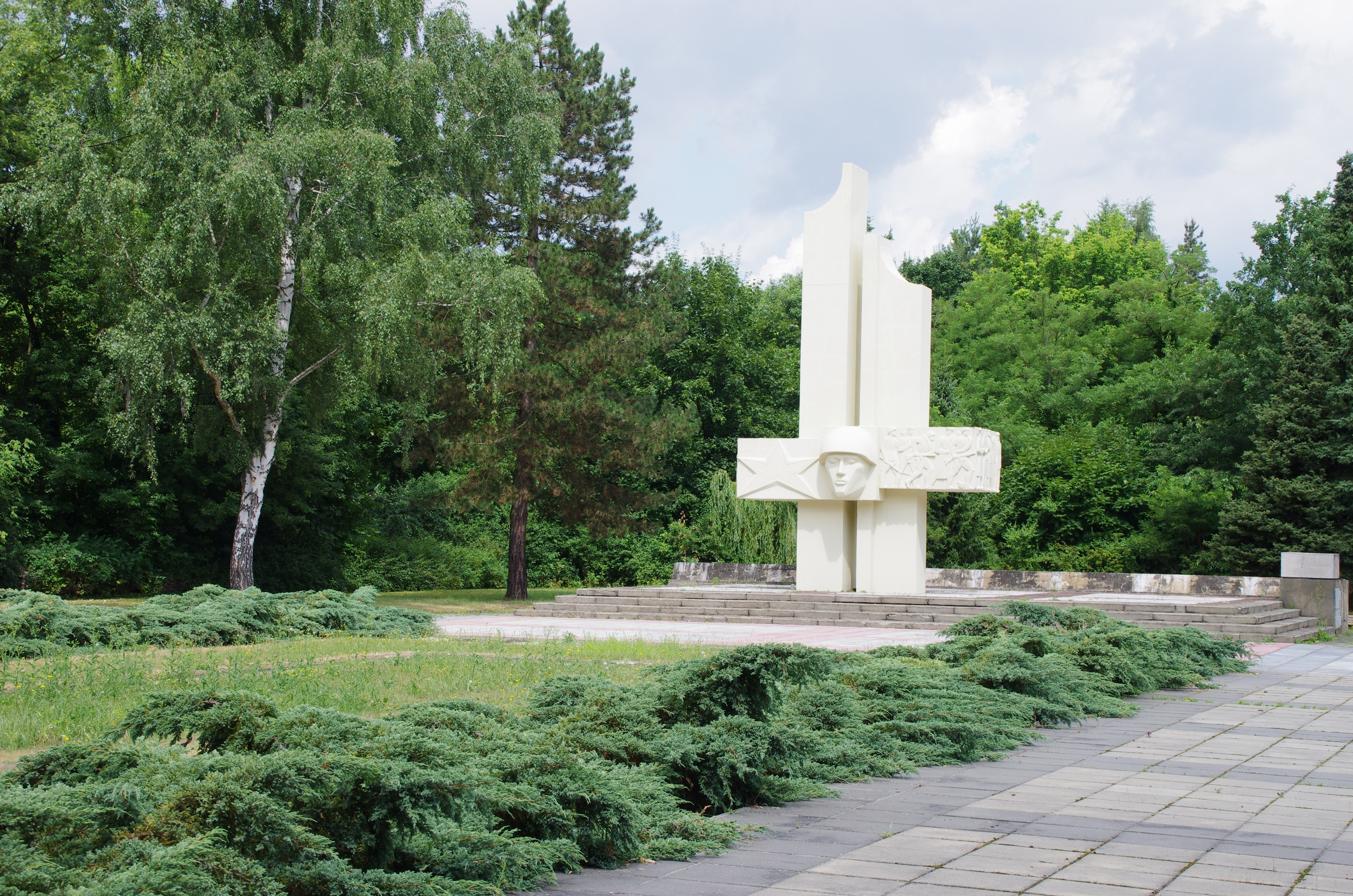
Sowjetischer Ehrenfriedhof in Lübben (Spreewald)

Der Sowjetische Ehrenfriedhof ist sowohl eine Kriegsgräberstätte für sowjetische Soldaten als auch eine Gedenkstätte in Lübben (Spreewald), der Kreisstadt im Landkreis Dahme-Spreewald im Land Brandenburg.

## Lage
Die Friedensstraße führt von Westen kommend auf den Lübbener Hain zu. Dort zweigt die Virchowstraße nach Norden ab. Der Ehrenfriedhof befindet sich nordwestlich der Kreuzung auf einem Gelände, das mit einem Zaun eingefriedet ist.

## Geschichte
Nach dem Ende des Zweiten Weltkrieges wurden die in Lübben gefallenen sowjetischen Soldaten in Ehrengräbern an der Paul-Gerhardt-Straße sowie der Luckauer Straße beerdigt. Durch den Ausbau der Fernverkehrsstraße F 87 mussten Handwerker jedoch die Gräber an der Luckauer Straße verlegen. Eine Zusammenlegung mit den Gräbern an der Paul-Gerhardt-Straße war dabei nicht möglich. Zum einen war durch die angrenzende Wohnbebauung kein Platz für eine Erweiterung, zum andern waren die Obelisken beider Friedhöfe durch Witterungseinflüsse beschädigt. Die Stadt beschloss daher im Jahr 1975, einen neuen Ehrenfriedhof in der Nähe des Hains zu errichten. Am 2. Juni 1976 begannen insgesamt 12 Experten daher mit der Exhumierung der sterblichen Überreste. Aufgefundene Munition übergaben sie dabei an die Volkspolizei. Weitere Exhumierungen fanden vom 8. bis 12. Juni 1976 in der Paul-Gerhardt-Straße statt.

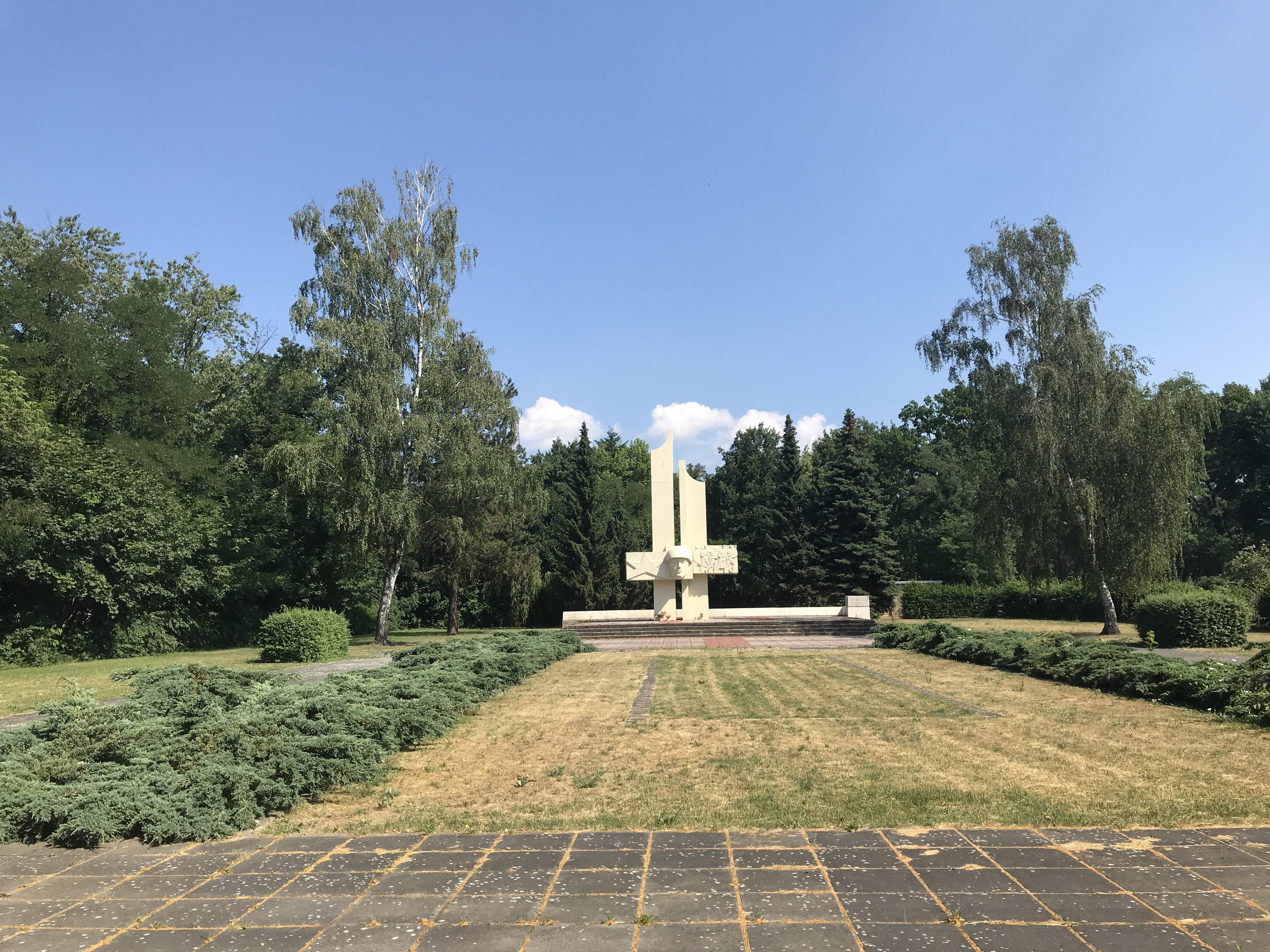
Monument von Herbert Burschik

Der neue Ehrenfriedhof mit 208 Gräbern entstand nach Plänen des Architekten Konrad Heidenreich. Er gestaltete eine Fläche von rund 3.000 m². Das zentrale Element ist ein Gedenkstein und Mahnmal des Bildhauers Herbert Burschik aus Eisenhüttenstadt. Das Monument steht auf einer breiten Freitreppe und besteht aus zwei ungleich hohen und dicht nebeneinandergestellten Stelen aus Beton. Sie sind im unteren Drittel durch einen Querbalken miteinander verbunden. An dessen Front ist mittig ein Soldatenkopf angebracht; links der Rote Stern sowie rechts Kampfszenen. Das Monument wurde am 7. Oktober 1976 eingeweiht.
2001 ließ die Stadt einen neuen Zaun errichten. 2006 wurde die Grünanlage neugestaltet. Gärtner verlegten für rund 30.000 Euro einen neuen Rollrasen, legten Beete für Sträucher und Stauden an und fassten den Weg neu ein. 2012 sanierte die Stadt für rund 10.000 Euro das Monument und konnte dabei zu 55 % auf Fördermittel des Landes zurückgreifen.